# John Clive
John Clive, född 6 januari 1933 i norra London, död 14 oktober 2012, var en brittisk författare och skådespelare. Han är mest känd för sin internationellt bästsäljande historiska och sociala fiktion, till exempel KG200 och Borossa.
Clive är också känd som skådespelare, som började sin karriär vid femton års ålder. Sedan dess har han dykt upp på West Ends teaterscener, i pjäser som Absurd Person Singular, Trollkarlen från Oz, Under Milk Wood, The Bandwagon på Mermaid Theatre, The Winslow Boy, Young Woodley och Life with Father. Clive spelade både komiska och allvarliga roller i filmer som Den vilda biljakten, Yellow Submarine, A Clockwork Orange, Rosa Pantern slår igen, Rosa Panterns hämnd och Indiana Jones äventyr. Han medverkade även i fyra av de genuint brittiska Carry On-filmer. Dessa inkluderar Carry On Abroad, Carry On Dick och That's Carry On!